# Krista Lepik
Krista Lepik (* 26. April 1964 in Rakke) ist eine frühere estnische Biathletin.
Krista Lepik, für Jõud Tamsalu startende Polizistin aus Ääsi, begann 1990 mit dem Biathlonsport. In Albertville startete sie 1992 erstmals bei Olympischen Winterspielen. Im Einzel konnte sie Elfte werden, im Sprint 42. und mit Jelena Poljakova und Eveli Peterson Staffelneunte. Zu Beginn der Folgesaison erreichte Lepik in Bad Gastein in einem Sprint den neunten Platz. Weniger gut verliefen die Olympischen Spiele 1994 in Lillehammer. 42. wurde die Estin dort im Einzel, 58. im Sprint und 12. mit der Staffel, zu der nun zusätzlich Merle Viirmaa gehörte. Seit 1995 erreichte Lepik nur noch selten Ergebnisse in den Punkterängen. Die Biathlon-Weltmeisterschaften 1995 in Antholz wurden ihre letzten internationalen Titelkämpfe. Im Einzel erreichte sie Platz 75, im Sprint wurde sie 68. Ihr letztes Weltcup-Rennen bestritt sie 1997.
Nach ihrer Karriere als Biathletin spielte sie Unihockey und war Teil des estnischen Nationalteams.

## Biathlon-Weltcup-Platzierungen
| Platzierung | Einzel | Sprint | Verfolgung | Massenstart | Staffel | Gesamt |
| ----------- | ------ | ------ | ---------- | ----------- | ------- | ------ |
| 1. Platz    |        |        |            |             |         |        |
| 2. Platz    |        |        |            |             |         |        |
| 3. Platz    |        |        |            |             |         |        |
| Top 10      |        |        |            |             | 1       | 1      |
| Punkteränge | 1      | 3      |            |             | 2       | 6      |
| Starts      | 8      | 8      |            |             | 2       | 18     |

(Daten möglicherweise nicht komplett)